# Hjangszan
Hjangszan (hangul: 향산군, Hjangszan-kun, handzsa: 香山郡, RR: Hyangsan-kun, ’illatos hegy’) megye Észak-Koreában, Észak-Phjongan (P'yŏngan) tartományban.
1952-ben hozták létre Njongbjon (Nyŏngbyŏn) megye egyes részeiből.

## Földrajza
A megye három tartomány: Észak-Phjongan (P'yŏngan), Dél-Phjongan (P'yŏngan) és Csagang (Jagang) találkozásánál található. Így tehát északról Csagang (Jagang) Hicshon (Hŭich'ŏn) városa, keletről Dél-Phjongan (P'yŏngan) Njongvon (Nyŏngwŏn) megyéje, délről Észak-Phjongan (P'yŏngan) Kudzsang (Kujang), nyugatról pedig Unszan (Unsan) megyéje határolja.
A megye területén található Észak-Korea egyik legismertebb hegye, a Mjohjangszan (Myohyangsan) (묘향산; 妙香山), amelynek legmagasabb pontja a 1909 méter magas Pirobong (비로봉; 毘盧峯, Pirobong). További magas pontjai: Volmanbong (원만봉, 圓滿峯; 1795 m, Wŏlmanbong), Hjangnobong (향로봉, 香爐峯; 1599 m, Hyangrobong), Oszonbong (오선봉, 五仙峯; 1365 m, Osŏnbong), Pobvangbong (법왕봉, 法王峯; 1388 m, Pŏbwangbong), Khalbong (칼봉; 1530 m, K'albong), Hjongdzsebong (형제봉, 兄弟峯; 1230 m, Hyŏngjebong).

## Közigazgatása
1 községből (up (ŭp)) és 20 faluból (ri (ri)) áll:
| - Hjangszan-up (향산읍; 香山邑, Hyangsan-ŭp) - Kadzsva-ri (가좌리; 加佐里, Kajwa-ri) - Kvanha-ri (관하리; 舘下里, Kwanha-ri) - Kudu-ri (구두리; 龜頭里, Kudu-ri) - Rohjon-ri (로현리; 盧峴里, Rohyŏn-ri) - Rjongszong-ri (룡성리; 龍城里, Ryongsŏng-ri) - Rimhung-ri (림흥리; 林興里, Rimhŭng-ri) - Ripszok-ri (립석리; 立石里, Ripsŏk-ri) - Puksinhjon-ri (북신현리; 北新峴里, Puksinhyŏn-ri) - Szangno-ri (상로리; 上蘆里, Sangro-ri) - Szangszo-ri (상서리; 上西里, Sangsŏ-ri) | - Szokcshang-ri (석창리; 石倉里, Sŏkch'ang-ri) - Szujang-ri (수양리; 水陽里, Suyang-ri) - Sinhva-ri (신화리; 新化里, Sinhwa-ri) - Unbong-ri (운봉리; 雲峯里, Unbong-ri) - Csoszan-ri (조산리; 造山里, Chosan-ri) - Cshonszu-ri (천수리; 天水里, Ch'ŏnsu-ri) - Cshongszong-ri (청송리; 靑松里, Ch'ŏngsong-ri) - Thephjong-ri (태평리; 泰平里, Th'aep'yŏng-ri) - Haszo-ri (하서리; 下西里, Hasŏ-ri) - Hjangam-ri (향암리; 香巖里, Hyangam-ri) |

## Gazdaság
Hjangszan (Hyangsan) megye gazdasága élelmiszeriparra, textiliparra és faiparra épül. A megye területének csupán töredéke, 12%-a alkalmas földművelésre, itt ázsiai rizst, kukoricát és szójababot termesztenek.

## Oktatás
Hjangszan (Hyangsan) ismeretlen számú oktatási intézménynek ad otthont.

## Egészségügy
A megye ismeretlen számú egészségügyi intézménnyel rendelkezik.

## Közlekedés
A megye közutakon Phenjan (P'yŏngyang), Kanggje (Kanggye) és a szomszédos megyék felől közelíthető meg. A megye vasúti kapcsolattal rendelkezik, a Manpho (Manp'o) vasútvonal része.